# Adolf Firnrohr
Adolf Firnrohr (* 5. September 1889 in Karlsruhe; † 8. Oktober 1914 in Meurchin) war ein deutscher Fußballspieler.

## Karriere
Firnrohr bestritt für den Karlsruher FC Phönix, der sich ab 1912 – durch Zusammenschluss mit dem FC Alemannia – Karlsruher FC Phönix (Phönix-Alemannia) nannte, als Mittelfeldspieler in den vom Verband Süddeutscher Fußball-Vereine organisierten Meisterschaften Punktspiele.
Von 1904 bis 1908 spielte er innerhalb des Südkreises im Gau Mittelbaden, von 1908 bis 1914 im leistungsdichteren und nicht in Gaue unterteilten Südkreis, aus dem er mit seiner Mannschaft 1909 als Meister hervorging und damit auch an der Endrunde um die Süddeutsche Meisterschaft teilnahm. In dieser setzte sich seine Mannschaft als Erster vor den übrigen drei Kreismeistern durch. Der Gewinn der Süddeutschen Meisterschaft berechtigte seine Mannschaft zur Teilnahme an der Endrunde um die Deutsche Meisterschaft, in der er jedoch nicht zum Einsatz kam. Als Teil der Mannschaft, die am 30. Mai 1909 in Breslau das Finale gegen den BTuFC Viktoria 89 vor 1500 Zuschauern mit 4:2 gewann, darf er sich dennoch Deutscher Meister nennen.

## Erfolge
- Deutscher Meister 1909
- Süddeutscher Meister 1909
- Südkreismeister 1909